# Хэмилтон, Морган
Морган Кельвин Хэмилтон (англ. Morgan Calvin Hamilton; 25 февраля 1809, Хантсвилл, Алабама — 21 ноября 1893, Сан-Диего, Калифорния) — американский политик, сенатор США от Техаса, член республиканской партии, брат Эндрю Хэмилтона.

## Биография
Морган Хэмилтон родился в Хантсвилле, штат Алабама. Он начал свою карьеру клерком в торговом предприятии, в 1830 году переехал в Техас, а в 1837 году обосновался в Остине. В 1839—1845 годах Хэмилтон служил в Военном министерстве Республики Техас, сначала секретарём, а в 1844—1845 годах — военным министром. Хэмилтон также занимался в Остине торговым бизнесом, который продал в 1852 году.
Хэмилтон был бескомпромиссным республиканцем, яростным противником отделения. В 1867 году, во время реконструкции, он был назначен контролёром штата, а в 1868—1869 годах был делегатом Конституционного конвента Техаса. Его участие вызвало некоторые разногласия на съезде, так как он был членом радикальной фракции Республиканской партии, которая призывала к лишению прав всех бывших конфедератов.
В 1870 году Хэмилтон был избран в Сенат США от Республиканской партии, где служил до 1877 года. После отхода от общественной жизни он много путешествовал. В последние годы жизни Хэмилтон жил в Бруклине, Нью-Йорк, и иногда наведывался в Остин. Он никогда не был женат. Хэмилтон умер 21 ноября 1893 года во время визита в Сан-Диего, штат Калифорния. Он был похоронен на кладбище Оквуд в Остине, а его состояние было разделено между родственниками.

## Комментарии
1. ↑  Лицом, осуществляющим контроль над финансами штата.